# イーサン・サコ
イーサン・サコ（Ihsan Sacko、1997年7月19日 - ）はフランスのサッカー選手。ポジションはFW。OGCニース所属。

## 経歴
RCストラスブールの下部組織出身で、2016年1月8日のASMベルフォール戦でトップチームデビューをする。

## 私生活
フランス生まれだが、マリにルーツを持っている。